# Marco Fichera
Marco Fichera (Catania, 4 settembre 1993) è uno schermidore e dirigente sportivo italiano, ha vinto una medaglia d'argento ai Giochi olimpici di Rio de Janeiro 2016.

## Biografia

### Attività agonistica
Inizia nel Club Scherma Acireale con il maestro Domenico Patti e si specializza nella spada. Appartenente dal 2011 al Gruppo Sportivo “Fiamme Oro” della Polizia di Stato. Nel 2011 ottiene  l'oro a squadre ai campionati del mondo under 20 di Amman. 
Ha vinto una medaglia d'argento ai Giochi olimpici di Rio de Janeiro 2016.
Nel 2024 lascia l'attività agonostica.

### Dirigente sportivo
Laureatosi in giurisprudenza, nel 2020 diviene responsabile delle pubbliche relazioni di "Expo per lo sport" Milano. 
Nel gennaio 2022 diviene Presidente del Comitato Organizzatore dei Campionati Mondiali di Scherma Assoluti di Milano, del luglio 2023.

## Palmarès

### Risultati élite
In carriera ha ottenuto i seguenti risultati:
Giochi olimpici
Individuale
A squadre
- Argento nella spada a Rio de Janeiro 2016

Europei
Individuale
A squadre
- Bronzo nella spada a Novi Sad 2018

Campionati italiani
Individuale
- Oro nella spada a Gorizia 2017
- Oro nella spada a Milano 2018
- Argento nella spada ad Courmayeur 2022

A squadre
- Oro nella spada a Acireale 2014
- Oro nella spada a Torino 2015
- Oro nella spada a Cassino 2021
- Oro nella spada ad Courmayeur 2022
- Oro nella spada a La Spezia 2023
- Oro nella spada a Cagliari 2024
- Argento nella spada a Gorizia 2017
- Bronzo nella spada a Bologna 2012
- Bronzo nella spada a Milano 2018

### Risultati giovani
Giochi olimpici giovanili
Individuale
- Oro nella spada a Singapore 2010

A squadre
- Oro nella competizione mista a Singapore 2010[2].

Mondiali giovani
Individuale
A squadre
- Oro nella spada a Mar Morto 2011
- Oro nella spada a Parenzo 2013
- Argento nella spada a Mosca 2012

Europei Under-23
Individuale
- Oro nella spada a Vicenza 2015

A squadre
- Oro nella spada a Vicenza 2015

Europei giovani
Individuale
- Argento nella spada a Lobnja 2010
- Argento nella spada a Budapest 2013

A squadre
- Oro nella spada a Lobnja 2010
- Oro nella spada a Budapest 2013
- Bronzo nella spada a Parenzo 2012

Europei cadetti
Individuale
- Oro nella spada ad Atene 2010

A squadre
- Oro nella spada ad Atene 2010
- Bronzo nella spada a Bourges 2009

Campionati del mediterraneo giovani
Individuale
- Oro nella spada a Zrenjanin 2010

A squadre
Campionati del mediterraneo cadetti
Individuale
- Oro nella spada a Zrenjanin 2010

A squadre